# Bánáss László
Bánáss László (Pozsony, 1888. október 14. – Budapest, 1949. április 20.) magyar katolikus pap, veszprémi püspök.

## Pályafutása

### Ifjúkora, út a püspökségig
Édesapja katonatiszt volt. Mivel Bánáss László születése idején Pozsonyban szolgált katonaként, így a későbbi püspök ott született. Hatan voltak testvérek. Római katolikus vallásban nevelkedett. Középiskolai tanulmányait is Pozsonyban kezdte, majd Budapesten a piaristáknál érettségizett. Ezt követően Innsbruckban a jezsuitáknál teológiát, Rómában egyházjogot, Münchenben pedig zenét tanult. Jogi doktorátust szerzett, diplomatának készült. 1912. augusztus 27-én szentelték pappá Nagyváradon, majd Rómában elvégezte a diplomáciai főiskolát.
Az első világháborúban tábori lelkész, a háború után káplán, majd 1919-től 14 éven át Nagyváradon az orsolyita apácák lelkésze és tanítóképző iskolájuk igazgatója volt. Pápai titkos kamarás, 1925-től egyházmegyei tanfelügyelő. Zenei képzettségét egyházmegyei zeneigazgatóként, 1926-tól a nagyváradi székesegyház karnagyaként kamatoztatta. Szentmisét is komponált a váradiak részére. A harmincas évek elején tagja volt az Erdélyi Lapok, majd a Magyar Lapok kiadói igazgatóságának, melyekbe főleg zenei tárgyú cikkeket írt. 1942-től nagyszalontai, július 12-től debreceni plébános és nagyváradi  kisprépost.

### Politikai szerepvállalása
1944. december 1-jén Debrecenben részt vett a fasisztaellenes nagygyűlésen, és aláírta azt a kiáltványt, amely a háború befejezésére, valamint az ellenállásra buzdította a magyar katonákat. Saját plébániáján adott helyett az Ideiglenes Nemzeti Kormány ülésének. Tagja lett a Debreceni Nemzeti Bizottságnak, majd az Ideiglenes Nemzetgyűlésnek, valamint annak politikai bizottságának is és a város törvényhatósági bizottságának. Amikor az Ideiglenes Nemzeti Kormány Budapestre költözött, közéleti szerepvállalása is csökkent.

### Püspöki pályafutása
Serédi Jusztinián esztergomi érsek még a front idején, 1945 márciusában hunyt el. Utódjául a háború végeztével szeptemberben XII. Piusz pápa Mindszenty Józsefet nevezte ki, aki akkor a veszprémi püspöki tisztséget látta el, így a veszprémi püspöki szék megürült. A pápa Bánáss Lászlót először 1945. augusztus 16-án az egyházmegye apostoli kormányzójává, majd 1946. szeptember 4-én veszprémi püspökké nevezte ki. November 30-án szentelték püspökké Debrecenben.
Plébániát alapított Nagykanizsán a Szent Imre- és Veszprémben a Világ Királynője-templomnál. Kihelyezett káplánságot létesített Dákán, Nagyacsádon és Gézaházán. Lelkészséget hozott létre Nagygyimóton és Pápán. Átszervezte az espereskerületeket, így számuk 52-re nőtt. Az ő idejében premontrei apácák telepedtek le Bakonyoszlopon és Nyárádon.
Csupán egyszerű fekete reverendát hordott. A visszaemlékezések szerint, amikor a fővárosban járt, nem hivatali autóval, hanem a tömegközlekedésen utazott. A vallásközi béke megteremtésén fáradozott. A veszprémi székesegyház altemplomában nyugszik. Neve – saját kérésére – nincs feltüntetve a sírboltján, ahol csak hitvallása olvasható:
„Mondd el: Hiszek egy Istenben... testnek feltámadását... és az örök életet. Amen.”

### Politikai és egyházi gondolkodása
Rövid politikai pályafutása alatt a nemzetiszocialista és a fasiszta nézetek visszaszorításáért dolgozott. Tevékenységének központjában az oktatás újbóli megszervezése volt. Püspökké történő kinevezése után pedig az egyház és az állam viszonyának rendezésén fáradozott. Mintegy előrevetítve a második vatikáni zsinat szellemiségét a vallások megbékélését hirdette és kereste.
1946-ban már püspökként karácsonyi körlevelet intézett a veszprémi egyházmegye híveihez. A körlevél tartalmi megszövegezését teljes egészében Kovrig Béla elismert katolikus szociálpolitikusra bízta. Ez az írás az egyház társadalmi tanításának foglalatát jelentette, amely később az alakulófélben lévő Demokrata Néppárt programjába is beépült.

## Művei
- Festklänge z. Jubelfeier d. Innsbrucker Theologischen Konviktes 1858-1908 von Ladislaus E. von Bánáss op. 9. (partitúra)[1]